# Wohnhaus Seefeldstraße 3
Das Wohnhaus Seefeldstraße 3 in Bassum-Neubruchhausen, acht Kilometer östlich vom Kern, stammt aus dem 19. Jahrhundert. Es wird heute (2023) als Wohn- und Bürohaus genutzt.
Das Gebäude ist ein Baudenkmal in Bassum.

## Geschichte
Das eingeschossige historisierende verklinkerte T-förmige Gebäude mit einem zweigeschossigen mittigen Giebelrisalit und Satteldach sowie Inschriften im Giebel wurde 1898 im Stil der Gründerzeit mit neoklassizistischen Stilelementen (Tür, Fenster) gebaut.